# Герб комуни Смедьєбакен
Герб комуни Смедьєбакен (швед. Smedjebackens kommunvapen) — символ шведської адміністративно-територіальної одиниці місцевого самоврядування комуни Смедьєбакен. 

## Історія
Герб було розроблено для торговельного містечка (чепінга) Смедьєбакен. Отримав королівське затвердження 1947 року. 
Після адміністративно-територіальної реформи, проведеної в Швеції на початку 1970-х років, муніципальні герби стали використовуватися лишень комунами. Цей герб був 1974 року перебраний для нової комуни Смедьєбакен.
Герб комуни офіційно зареєстровано 1980 року.

## Опис (блазон)
Щит перетятий, у верхньому срібному полі червоний двомачтовий вітрильник, у нижньому червоному полі — три срібні шестерні, дві над однією.

## Зміст
Вітрильне судно означає роль Смедьєбакена на торговельному шляху по Стремсгольмському каналі. Зубчасті колеса символізують промисловість і машинобудування.